# Proconosama misella
Proconosama misella är en insektsart som först beskrevs av Melichar 1926.  Proconosama misella ingår i släktet Proconosama och familjen dvärgstritar. Inga underarter finns listade i Catalogue of Life.